# Dynlaxskivling
Dynlaxskivling (Laccaria maritima) är en svampart som först beskrevs av Theodor., och fick sitt nu gällande namn av Singer ex Huhtinen 1987. Dynlaxskivling ingår i släktet Laccaria och familjen Hydnangiaceae.  Arten är reproducerande i Sverige. Inga underarter finns listade i Catalogue of Life.